# Mijnsheerenland

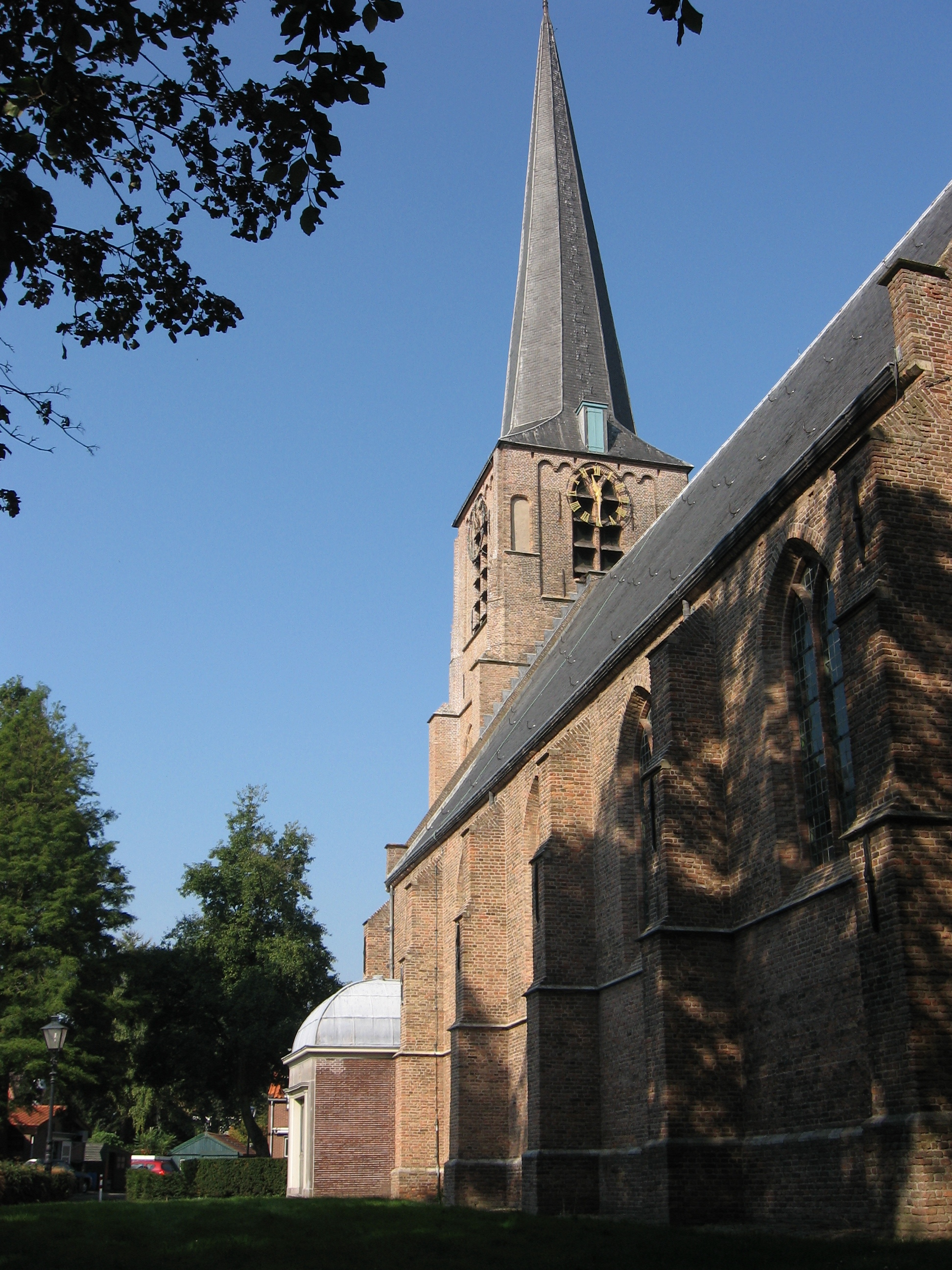
Mijnsheerenland, église

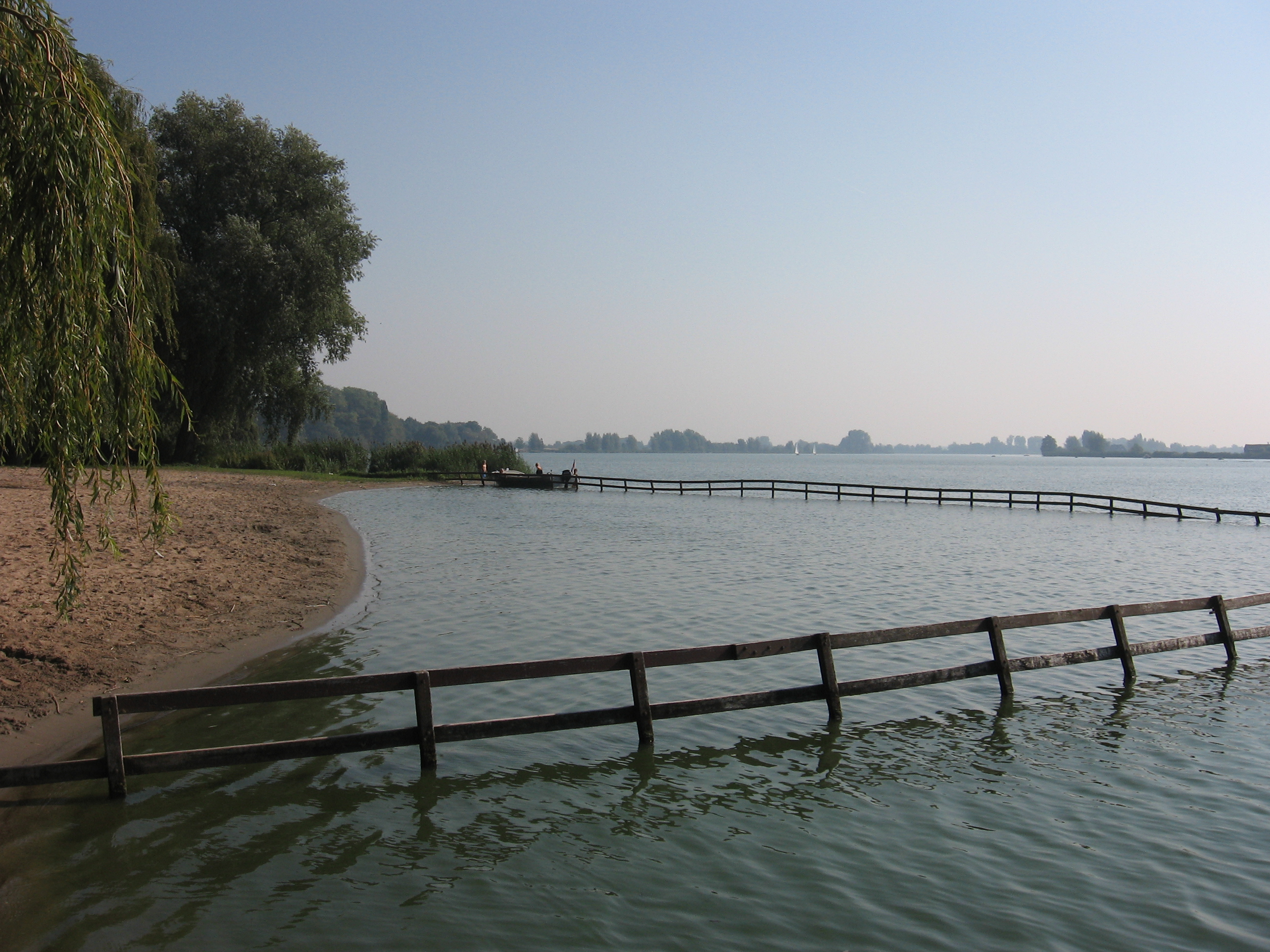
Lac Binnenmaas

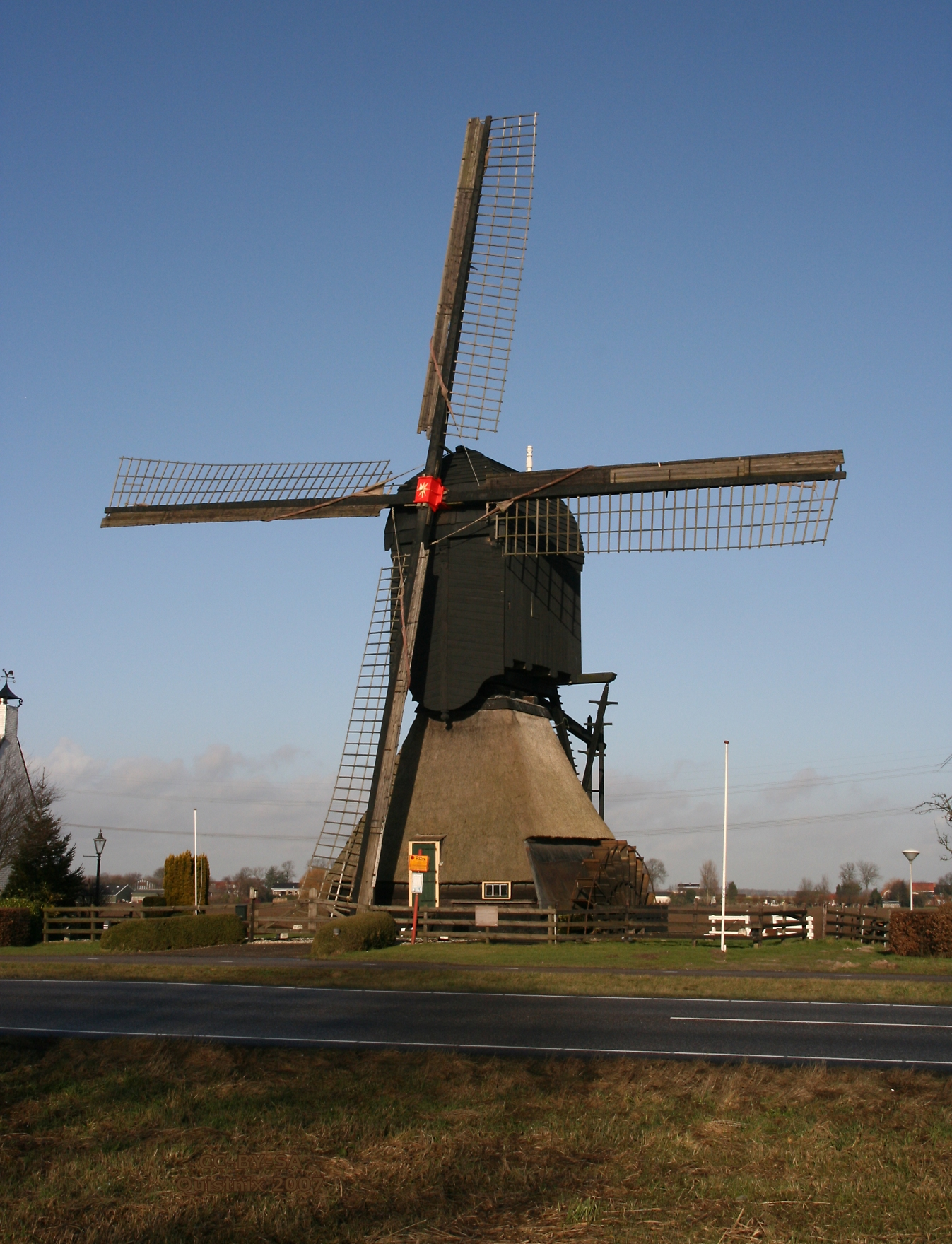
Oostmolen

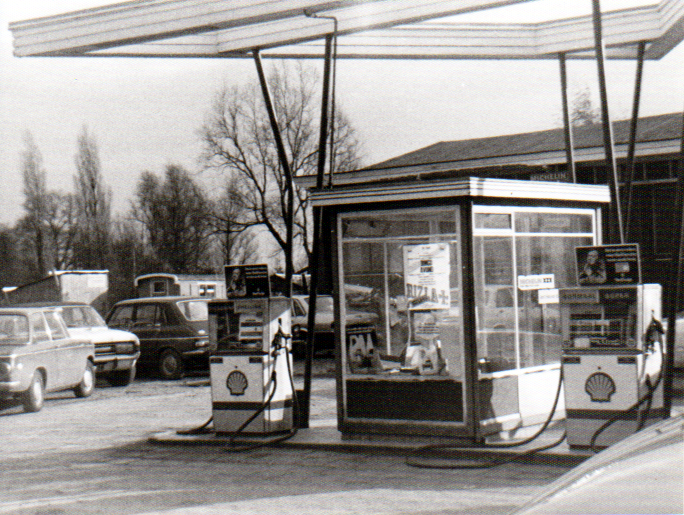
Station d'essence Shell (années 1970)

Mijnsheerenland est un village qui fait partie de la commune de Hoeksche Waard dans la province néerlandaise de Hollande-Méridionale. Le 1er janvier 2006, le village comptait 4 435 habitants.
Mijnsheerenland a été une commune indépendante jusqu'au 1er janvier 1984. Elle a fusionné avec Puttershoek, Maasdam, Westmaas et Heinenoord pour former la nouvelle commune de Binnenmaas.